# Тарга (міфологія)
Тарга або Тарг (грец. Ταργα) — теонім, відомий з низки графіті, знайдених на залишках св'ятилища в урочищі Джангуль на півострові Тарханкут, яке датоване II ст. до н. е.
Висловлено гіпотезу, що теонім належить скіфській богині чи богу (скіф. *Targā / *Targiya- / *Tarkā), що її (його) св'ятилище мало назву Таркана (скіф. *Tarkāna) й було згадано Клавдієм Птолемеєм (Geo., III, 5, 27 — грец. "Τράκανα").
У низці індоєвропейських мов (кельтська, анатолійські мови) ім'я Бога Гози зводиться до і.-є. *tṛHon- — «грім, бог-громовержець», можливо, Тарга (Тарган) — одне з імен скіфського Зевса Папая.

Докладніше: Папай (бог).

## Інші, відомі наразі антропоніми спільного походження
Таргітай (грец. Ταργιτάος) — у скіфській міфології першолюдина, пращур скіфів-сколотів, син Папая та дочки ріки Борисфен, батько Ліпоксая, Арпоксая та Колоксая.

## Паралелі у народів індоіранського кола

### Хетський«Бог Грози»Пірва
| «Хетський бог Pirwa- (Perwa-), як й праіндоєвропейський й балто-слов'янський бог з спорідненим ім'ям, пов'язаний з кіньми, які везуть його колісницю у відповідних міфопоетичних текстах. Але в анатолійських традиціях при збереженні стародавнього імені бога та деяких його семантичних зв'язків (зі скелями, з кіньми) втрачається його первісна функція як бога грози. У цій функції вже в давньоанатолійскому діалекті часу староасирійських колоній, а згодом й у хетських та в лувійських текстах, виступає слово, яке колись було одним з епітетів цього бога як „Переможця“. Зберігся в ньому тільки суфікс, що нагадує про давнє ім'я бога (як в типологічно подібному д.-грец. Κερα-υν-οί „перуни, громовий удар“). Відоме з староасирійських текстів давньоанатолійское ім'я бога Грози Tarhunu утворено від цього давнього епітету за допомогою суфікса nu-. Давньохетське логографічне написання (d)IŠKUR (у найдавнішому напису Аніти IM-un-ni „Бог Грома“, що співвідноситься з „небом“…) передає цей давній епітет, що читався як Tarh-unni і відповідав лувійському Tarhunt-, анатолійському дієслову tarh-u- „перемагати“, та індо-іранському *tṛ-v-ant- „могутній, переможний“.»[5] |

### Осетинські дзуари
| «… дзуаром осетини називають св'ятого, патрона, духа-покровителя. Але та ж назва застосовується й до певного місця, котре має релігійне вшанування… певне місце вважається житлом певного духа, в якому він охоче перебуває або яке він відвідує у відомий час. Таких святіх місць безліч в Осетії… Дзуаром називають осетини також падаючі зірки…»[6] |
Ймовірно, пізньоскіфське св'ятилище Таркана було скіфським аналогом осетинських дзуарів.

## Теонім Тарга на графіті з урочища Джангюль[2]
1. грец. Δι[...] Άχλλεῖ Σω[...] Ταρκῃ Σωτ[...]κεν — укр. ... Таркі Спаситель...
2. грец. Σώπο[...] ύπέρ [...] ταργ[...]
3. грец. [...] τᾶι Ταργα[...] — укр. Тарга
4. грец. Ταργο, σοῖ, Αρε[...] — укр. Тарго... Арей